# بهاء أبو العطا
بهاء أبو العطا ويُعرف أيضًا باسمِ أبو سليم (25 تشرين الثاني/نوفمبر 1977 - 12 تشرين الثاني/نوفمبر 2019) هو قيادي عسكري وميداني في سرايا القدس الذراع العسكري لحركة الجهاد الإسلامي في قطاع غزة. اغتِيلَ وزوجته جرّاء قصفٍ صاروخي مُركّزٍ لمنزلهِ في حي الشجاعية بِقطاع غزة صبيحة الثاني عشر من تشرين الثاني/نوفمبر 2019 على يدِ طائرات الاحتلال.

## الحياة المُبكّرة والتعليم
وُلدَ بهاء أبو العطا في 25 تشرين الثاني/نوفمبر 1977 في حيّ الشجاعية بمدينة غزة وترعرعَ هناك حيثُ أكمل دراسته الابتدائية والثانويّة في المدارس والمؤسسّات المحلية للمدينة قبل أن يُكمل مسيرته الجامعية بعدما تخصَّص في علم الاجتماع. تزوَّج بهاء في وقتٍ لاحقٍ وأنجبَ خمسة أبناء ثمّ التحقَ منذ بداية عام 1990 بصفوفِ حركة الجهاد الإسلامي حيثُ تدرَّج في العمل التنظيمي إلى أن أصبحَ قائد المنطقة الشمالية بسرايا القدس.

## المسيرة العسكريّة
لا يُعرف الكثير عن بهاء أبو العطا نظرًا لكونهِ عضوًا في حركة مقاومة مسلّحة تعتمدُ على الكتمان في كامل عمليّاتها تقريبًا كما تُحاول إبقاء أعضائها وقيادييها بعيدين عن أعينِ المخابرات الإسرائيلية تفاديًا لاعتقالهم أو اغتيالهم أو حتى استهدافهم لأي هدفٍ كان. بالرغمِ من ذلك؛ فأبو العطا معروفٌ في المصادر الإسرائيلية نفسها حيثُ كانت صحيفة جيروزاليم بوست قد نشرت تقريرًا مطولًا تحت عنوان «أخطر الشخصيات على إسرائيل: نصر الله وسليماني وأبو العطا» وفيهِ أشارت إلى قائد الجناح العسكري للجهاد الإسلامي بهاء أبو العطا الذي صنَّفتهُ ضمن قائمة «أخطر ثلاث شخصيات على الأمن الإسرائيلي».
تقولُ المصادر الإسرائيلية إنَّ بهاء هو أحد كبار المسؤولين العسكريين في قطاع غزة؛ وتتهمهُ بتلقي «الدعم الإيراني اللا محدود» بل تعتبرهُ من «كبار مؤيدي إيران في القطاع». حسبَ بعض المسؤولين العسكريين الإسرائيليين؛ فإن أبو العطا شارك في التخطيط لهجماتٍ ضد إسرائيل كما أشرفَ على صنع الأسلحة، وتحسين قدرات إطلاق الصواريخ بعيدة المدى لذا يُنظر له في الاستخبارات العسكرية الإسرائيلية كـ «عنصر تصعيد».

## الاغتيال
في صبيحة يوم الثلاثاء الموافق لـ 12 تشرين الثاني/نوفمبر 2019؛ شنَّت قوات الاحتلال عددًا من الغارات على قطاع غزة استهدفت أهدافًا متفرقة بما في ذلك مبنى تواجد في داخله أبرز قادة الجهاد الإسلامي؛ وردًا على ذلك أَطلقت المقاومة الفلسطينيّة رشقات صاروخية اتُجاه «إسرائيل» حيثُ سمع ذوي انفجارات كبير عقبَ محاولة القبة الحديدية اعتراض تلكَ الصواريخ والتصدّي لها.
سويعاتٌ بعد ذلك حتى أعلنت وزارة الصحّة الفلسطينية مقتلَ رجلٍ وامرأة في أحد المنازل جراء قصفٍ جوي قبل أن تُصدر سرايا القدس بيانًا رسميًا أكَّدت فيهِ أن الذي قُتل هو القيادي بهاء رفقةَ زوجته. في السياق ذاته؛ أعلنَ المتحدث باسمِ جيش الاحتلال الإسرائيلي أفيخاي أدرعي عبرَ حسابه الرسميّ على موقع التواصل الاجتماعي تويتر مقتلَ بهاء في ما سمَّاها «عملية مشتركة لجيش الدفاع وجهاز الأمن العام» متهمًا بهاء أبو العطا بالوقوفِ وراء معظم أنشطة حركة الجهاد الإسلامي في قطاع غزة وهو العقل المدبّر للعديدِ من العمليات والمحاولات التي استهدفت جنود جيش الدفاع فضلًا عن وقوفه وراء إطلاق قذائف صاروخية وعمليات قنص وإطلاق طائرات مسيرة وغيرها.
توعّدت سرايا القُدس عقبَ مقتل بهاء بـ «ردٍ مزلزلٍ» على إسرائيل دون تقديمِ مزيدٍ من التوضيحات؛ فيمَا اعتبرت حركة المقاومة الإسلامية (حماس) على لسانِ المتحدث باسمها فوزي برهوم اغتيال أبو العطا «عملًا جبانًا» مُحمّلةً الاحتلال الإسرائيلي مسؤولية ما ستؤول إليه الأوضاع. وكانت عددٌ من مساجد غزة قد نعت عبر مكبرات الصوت «القائد الكبير بهاء أبو العطا».